# Nassim Nicholas Taleb
Nassim Nicholas Taleb (in arabo نسيم نيقولا نجيب طالب‎?; Amioun, 1º gennaio 1960) è un saggista, matematico e filosofo libanese naturalizzato statunitense, esperto di matematica finanziaria e teoria della probabilità.

## Biografia
Dottore in matematica sotto la supervisione di Hélyette Geman, i suoi lavori si concentrano sulla probabilità e sulla casualità, tramite saggi non tecnici che si focalizzano sull'imprevedibilità della sorte, sul "cigno nero", che consiste in un evento imprevisto (e imprevedibile) di grande portata, e sul capire come porsi nei confronti della casualità che governa il mondo. Il suo primo libro è stato Dynamic Hedging: Managing Vanilla and Exotic Options, un compendio sugli strumenti finanziari derivati, i modelli più adatti per calcolarne il valore e valutarne le caratteristiche, con spiegazioni circa i fondamenti statistici e quantitativi che ne governano il funzionamento.
A questo libro fece seguito Giocati dal caso, pubblicato nel 2001, che fu il primo tentativo di far comprendere a un pubblico più ampio l'influenza delle probabilità nella vita e negli eventi, e mostrare l'efficacia della statistica e dei suoi metodi. Il suo terzo libro, Il cigno nero, è stato inserito dal Sunday Times tra i libri che hanno cambiato il mondo. Quest'ultimo ha venduto quasi tre milioni di copie (a febbraio 2011). Nel 2010 ha pubblicato un libro di aforismi, Il letto di Procuste. L'ultimo libro di Taleb, appartenente alla serie dell'incertezza (o trilogia dell'Incerto), è Antifragile, pubblicato nel 2012, che tratta del principio di antifragilità. Sul sito web di Taleb sono disponibili approfondimenti tecnici relativi ai libri della trilogia. Taleb insegna presso il Politecnico dell'Università di New York e l'Università di Oxford. Amministratore di hedge fund e trader di borsa, Taleb è consulente della società finanziaria Universa Investments.

## Opere

### Saggi
- Giocati dal caso (2001)
- Il cigno nero (2007)
- Robustezza e fragilità (2010)
- Il letto di Procuste (2010)
- Antifragile (2012)
- Rischiare grosso (2018)